# Seznam španskih znanstvenikov
Seznam španskih znanstvenikov je krovni seznam.

## Seznami
- seznam španskih anatomov
- seznam španskih antropologov
- seznam španskih arheologov
- seznam španskih astrofizikov
- seznam španskih astronomov
- seznam španskih bakteriologov
- seznam španskih biokemikov
- seznam španskih biologov
- seznam španskih botanikov
- seznam španskih dendrologov
- seznam španskih ekologov
- seznam španskih ekonomistov
- seznam španskih eksobiologov
- seznam španskih entomologov
- seznam španskih etimologov
- seznam španskih etnologov
- seznam španskih filologov
- seznam španskih filozofov
- seznam španskih fizikov
- seznam španskih fiziologov
- seznam španskih genetikov
- seznam španskih geodetov
- seznam španskih geofizikov
- seznam španskih geografov
- seznam španskih geologov
- seznam španskih herpetologov
- seznam španskih hidrologov
- seznam španskih horologov
- seznam španskih ihtiologov
- seznam španskih jezikoslovcev
- seznam španskih kartografov
- seznam španskih kemikov
- seznam španskih kinologov
- seznam španskih klimatologov
- seznam španskih kozmologov
- seznam španskih kriptologov
- seznam španskih lepidopteristov
- seznam španskih limnologov
- seznam španskih logikov
- seznam španskih matematikov
- seznam španskih meteorologov
- seznam španskih mikrobiologov
- seznam španskih mineralogov
- seznam španskih nevrologov
- seznam španskih optikov
- seznam španskih ornitologov
- seznam španskih paleontologov
- seznam španskih psihiatrov
- seznam španskih psihologov
- seznam španskih računalnikarjev
- seznam španskih seizmologov
- seznam španskih sociologov
- seznam španskih teologov
- seznam španskih toksikologov
- seznam španskih virologov
- seznam španskih vojaških teoretikov
- seznam španskih zgodovinarjev
- seznam španskih zoologov